# Spider-Man (film)
Pour les articles homonymes, voir Spider-Man.
Série Spider-Man (2002)
Spider-Man 2
(2004)
Pour plus de détails, voir Fiche technique et Distribution.
Spider-Man est un film américain réalisé par Sam Raimi et sorti en 2002.
C'est l'adaptation cinématographique du comics Spider-Man créé par Stan Lee et le dessinateur Steve Ditko et édité par Marvel Comics. Il a donné lieu à deux suites, Spider-Man 2 en 2004 et Spider-Man 3 en 2007.
Le film a contribué à poser les bases du modèle des adaptations de super-héros qui domineront l'industrie cinématographique dans les décennies suivantes.

## Synopsis
Peter Parker est un orphelin qui est élevé par sa tante May et son oncle Ben dans le quartier de Forest Hills du borough de Queens, à New York. Il est victime d'humiliations de la part de ses camarades de lycée, sauf de son meilleur ami Harry Osborn qui le défend. Après avoir été mordu par une araignée génétiquement modifiée qui s'était échappée d'un laboratoire qu'il visitait avec sa classe, il se découvre des pouvoirs surhumains (une force et une agilité hors du commun, la capacité d’adhérer aux parois (uniquement avec pieds et mains), ainsi qu'un « sens d'araignée » qui l'avertit des dangers imminents).
Norman Osborn, le père de Harry, président et fondateur de la société Oscorp, tente lui-même une expérience sur un produit sur lequel il travaille. Mais cela affecte sa personnalité : il devient violent, agressif et tue son assistant en laboratoire.
Un soir, Peter participe à un combat de catch, où une récompense de 3 000 $ est promise au combattant survivant pendant 3 minutes face au « tronçonneur » (Bonesaw). Il y participe sous l'identité de "Spider-Man" et réussit à battre le catcheur en 2 minutes. Après le combat, l'organisateur mafieux refuse de lui donner la récompense et ne lui transmet que 100 $. Au même instant, il se fait braquer par un voleur. Pour se venger, Peter laisse ce dernier s'enfuir avec l'argent.
Malheureusement, cette erreur coûtera la vie à son oncle qui l'attendait dans la rue et se fait tirer dessus par le voleur qui s'enfuit. Peter remet alors son habit de Spider-Man, poursuit le voleur, le rattrape et le neutralise, mais ce dernier trébuche, passe à travers une fenêtre et se tue en contrebas. Se sentant responsable de la mort de son oncle, le jeune homme se fabrique un nouveau costume et décide d'utiliser ses pouvoirs pour faire le bien.
Plus tard, Norman Osborn perd sa société, car ses délégués décident de vendre son entreprise à Quest, et est contraint de démissionner. À la suite de cela, il devient le Bouffon vert, attaque la ville de New York et tue ses anciens délégués. Mais Spider-Man le neutralise. Norman change radicalement de personnalité et oblige son fils à rompre avec Mary Jane. Remettant son costume de Bouffon Vert, celui-ci capture Spider-Man et lui propose une alliance pour détruire la ville. Après avoir sauvé un bébé d'un incendie, Spider-Man tombe à nouveau sur le Bouffon Vert et l'affronte en réponse à son offre.
Offensé, son ennemi envoie tante May à l'hôpital, prend en otage Mary Jane, ainsi que des scouts, puis il laisse le choix à Spider-Man de sauver l'une ou les autres, et les précipite tous les deux dans le vide. L'homme-araignée parvient cependant à sauver tout le monde, mais le Bouffon Vert le balance dans un bâtiment abandonné et lui inflige une sévère correction. Il déclare vouloir tuer Mary Jane, ce qui provoque la colère de Peter qui reprend le dessus sur lui et ce dernier découvre que c'est le père de Harry qui se cache sous le casque du bouffon. Norman tente de tuer Peter avec son planeur, mais Peter l’esquive et il est embroché par son propre appareil. Mais avant de mourir, il demande à Peter de ne rien dire à Harry. Lors des funérailles, Mary Jane va voir Peter pour lui avouer ses sentiments, l'embrasse, mais celui-ci, qui refuse de mettre sa vie en danger, ne lui offre que son amitié.

## Fiche technique
Sauf indication contraire, les informations mentionnées dans cette section peuvent être confirmées par les bases de données cinématographiques IMDb et Allociné,  présentes dans la section « Liens externes ».
- Titre original : Spider-Man
- Réalisation : Sam Raimi

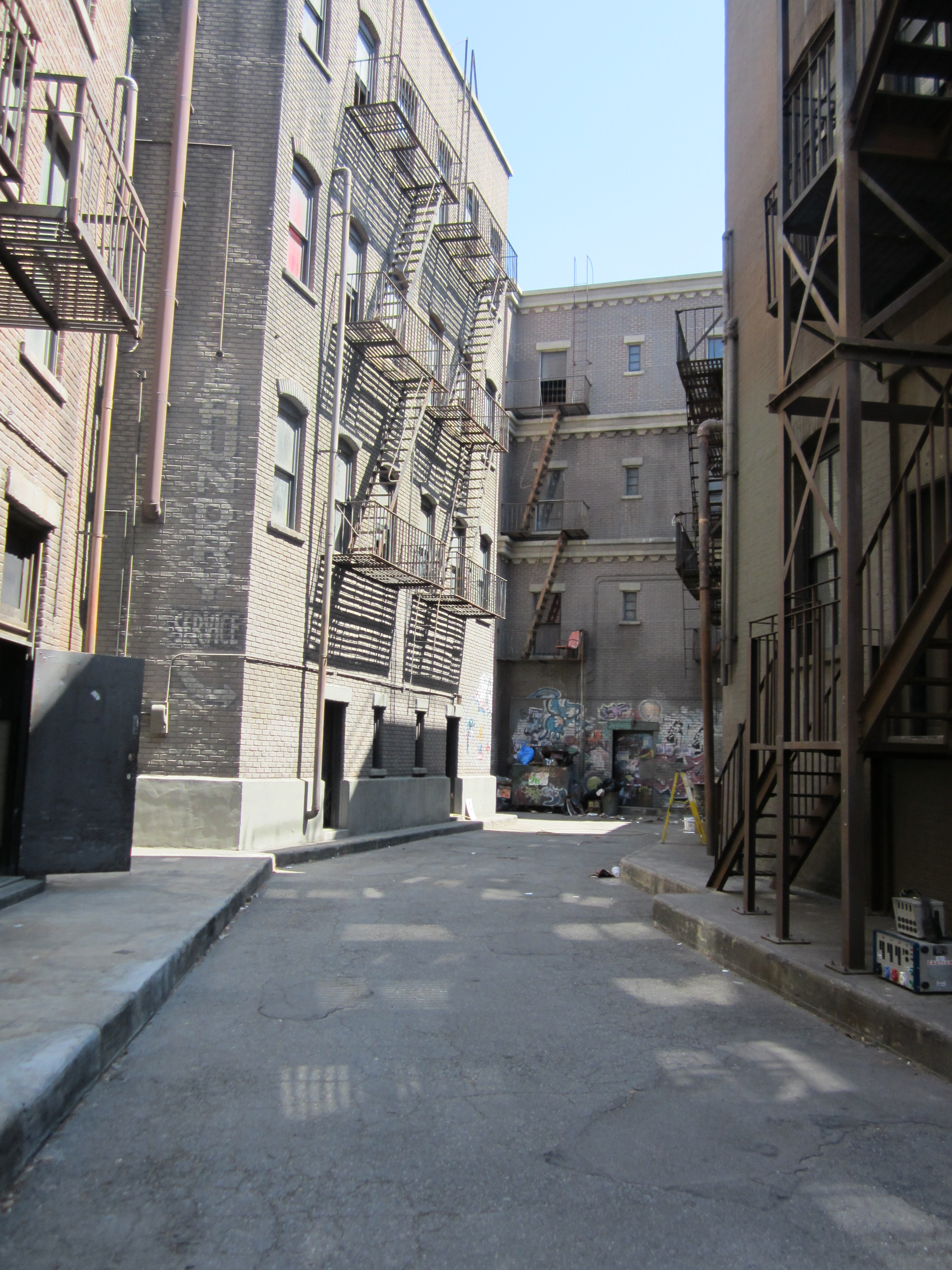
Lieu de tournage du film.

- Scénario : David Koepp, avec les participations non créditées de Scott Rosenberg, Alvin Sargent et James Cameron[1], d'après le comics Spider-Man créé par Stan Lee et Steve Ditko
- Musique : Danny Elfman
- Direction artistique : Steve Arnold, Tony Fanning, Scott P. Murphy (it) et Stella Vaccaro
- Décors : Neil Spisak (de)
- Costumes : James Acheson et Trenton Brisco
- Photographie : Don Burgess
- Son : Stephen Hunter Flick, Susan Dudeck, Kevin O'Connell et Greg P. Russell (en)
- Montage : Bob Murawski et Arthur Coburn (de)
- Production : Laura Ziskin et Ian Bryce
  - Production déléguée : Avi Arad, Stan Lee et Kevin Feige (non crédité)
  - Production associée : Bob Murawski et Heidi Fugeman
  - Coproduction : Grant Curtis (en)
- Sociétés de production[2] : Marvel Enterprises et Laura Ziskin Productions, présenté par Columbia Pictures
- Sociétés de distribution : Columbia Pictures et Sony Pictures Releasing (États-Unis) ; Columbia TriStar Films (France)
- Budget : 139 millions de $[3]
- Pays de production :  États-Unis
- Langue originale : anglais
- Format[4] : couleur (DeLuxe) - 35 mm - 1,66:1 (Panavision) - son DTS | Dolby Digital | SDDS | Dolby Atmos
- Genres : fantastique, action, aventures
- Durée : 121 minutes
- Dates de sortie[5] :
  - États-Unis : 3 mai 2002 (sortie nationale) ; 6 septembre 2002 (ressortie) ; 1er mai 2007 (Festival du film de Tribeca)
  - Québec : 3 mai 2002[6]
  - Suisse romande : 5 juin 2002[7]
  - France : 12 juin 2002
  - Belgique : 26 juin 2002[8]
- Classification[9] :
  - États-Unis : accord parental recommandé, film déconseillé aux moins de 13 ans (PG-13 - Parents Strongly Cautioned)[Note 1]
  - France : tous publics[10]
  - Belgique : tous publics (Alle Leeftijden)[8]
  - Suisse romande : interdit aux moins de 10 ans[11]
  - Québec : tous publics - déconseillé aux jeunes enfants (G - General Rating)[6]

## Distribution
- Tobey Maguire (VF : Damien Witecka ; VQ : Hugolin Chevrette-Landesque) : Peter Parker / Spider-Man
- Willem Dafoe (VF : Éric Herson-Macarel ; VQ : Guy Nadon) : Norman Osborn / le Bouffon vert
- Kirsten Dunst (VF : Marie-Eugénie Maréchal ; VQ : Aline Pinsonneault) : Mary Jane Watson
- James Franco (VF : Philippe Valmont ; VQ : Antoine Durand) : Harry Osborn
- Cliff Robertson (VF : Marc Cassot ; VQ : Denis Mercier) : Ben Parker
- Rosemary Harris (VF : Monique Martial ; VQ : Françoise Faucher) : May Parker
- J. K. Simmons (VF : Jean Barney ; VQ : Pierre Chagnon) : J. Jonah Jameson
- Bill Nunn (VF : Luc Florian) : Joseph « Robbie » Robertson
- Gerry Becker (VF : Jean-Yves Chatelais ; VQ : Claude Préfontaine) : Maximilian Fargas
- Michael Papajohn (VF : Emmanuel Karsen ; VQ : Thiéry Dubé) : Dennis Carradine, voleur de la voiture d'oncle Ben
- Stanley Anderson (VF : Claude Brosset ; VQ : Raymond Bouchard) : le Général de l'armée
- Ted Raimi (VF : Alexandre Gillet) : Hoffman
- Elizabeth Banks (VF : Odile Cohen ; VQ : Natalie Hamel-Roy) : Betty Brant
- Ron Perkins : (VF : Philippe Peythieu ; VQ : Hubert Gagnon) : Mendel Stromm
- Bruce Campbell (VF : Gérard Rinaldi ; VQ : Yves Corbeil) : l'annonceur sur le ring
- Joe Manganiello (VF : Marc Saez ; VQ : Martin Watier) : Flash Thompson
- Jack Betts (VF : Robert Party ; VQ : Aubert Pallascio) : Henry Balkan
- Lucy Lawless : La fille punk
- Una Damon (en) (VQ : Isabelle Leyrolles) : La présentatrice au laboratoire
- Lou Torres (VF : François Siener ; VQ : Daniel Lesourd) : Enrique
- Randy Savage (VF : Sylvain Lemarié ; VQ : Vincent Davy) : Bonesaw, le catcheur
- Octavia Spencer : La femme prenant les inscriptions au catch
- Larry Joshua (VF : François Siener) : Le promotteur du catch
- Shan Omar Huey (VF : Gunther Germain) : Professeur
- Stan Lee : Le vieil homme (caméo)

## Production

### Développement
En 1985, Marvel Comics ouvre une enchère pour les droits d'adaptation de Spider-Man. Seul Menahem Golan, propriétaire du studio Cannon Group, enchérit pour 225 000 USD, mais à condition de lancer la production avant avril 1990. À cette époque, la société Cannon a produit le Superman 4 avec Christopher Reeve. Tobe Hooper (Massacre à la tronçonneuse, Poltergeist) puis Joseph Zito (Portés disparus, Invasion USA) planchent à l'époque successivement sur l'écriture d'un projet qui tienne la route.
Mais la société Cannon est en difficulté financière, tandis que Menahem Golan fonde un studio nommé 21st Century Film Corp, son associé Yoram Globus reste à la tête de Cannon qui est absorbé par Pathé Communications alors dirigé par Giancarlo Parretti. En avril 1989, Parretti et Globus transfèrent les droits de Spider-Man à 21st Century Film Corp, accord confirmé en juillet 1989 par Marvel qui repousse la production à janvier 1992. MGM qui a récupéré les droits de 21st Century après sa faillite contestera ce transfert initié par Parretti. 21st Century vend les droits de distribution télévisuelle à Viacom en 1989 et les droits vidéo à RCA/Columbia, coentreprise entre RCA et Columbia Pictures, vendue en septembre 1989 par Coca-Cola à Sony. En 1991, Marvel, 21st Century et Carolco passent un accord pour produire un film avant mai 1996 avec l'intention de prendre James Cameron comme réalisateur. Cameron, qui a travaillé avec Carolco sur Terminator 2 : Le Jugement dernier, propose un scénario long et ambitieux qui met en scène L'Homme-sable et Electro, mais la société Carolco fait faillite en 1996. MGM achète une partie de la société Carolco et réclame les droits sur Spider-Man. Les droits sont coincés dans un nœud juridique dont Hollywood a le secret pendant près de 10 ans.
Plusieurs procès sont lancés. Golan au travers de 21st Century réclame dès 1993 que son nom apparaisse dans le générique comme producteur du futur film de Carolco, puis Carolco intente des procès contre Sony et Viacom qui lancent eux aussi des contre-procès. En 1994, MGM entame un procès mais la période est difficile avec les soucis judiciaires de l'affaire du Crédit lyonnais mêlant Giancarlo Parretti, Pathé Communications, MGM/UA et Kirk Kerkorian, la banqueroute de Marvel ne simplifiant rien.
Le 2 mars 1999, au bout de huit années de procès, Columbia Pictures et sa maison-mère Sony Pictures Entertainment obtiennent les droits de produire des films sur Spider-Man réclamés par MGM. Plusieurs procès avaient été initié à la suite de la vente des droits par Marvel à trois sociétés indépendantes dans les années 1980, l'une ayant licencié la production de la télévision et la vidéo à Viacom et Sony. La MGMP aurait de son côté hérité ou conclu un contrat de droits pour le cinéma de l'une des sociétés disparue entretemps[pas clair]. Par ailleurs, Marvel a engagé un contre-procès réclamant des droits à MGM mais les deux parties ont finalement conclu un accord pour arrêter les poursuites tandis qu'en parallèle Sony concluait un contrat comprenant une avance de 10 à 15 millions de dollars pour produire un film Spiderman, une suite et des séries télévisées à condition que Toy Biz fabrique les jouets dérivés. À noter qu'un projet de rachat de Marvel par Michael Jackson a un moment été en discussion avec Stan Lee mais ce projet n'a jamais pu aboutir.
Il faut donc attendre 1999 pour que Columbia récupère les droits d'adaptation avec le développement concocté par James Cameron, mais ce dernier n'est plus intéressé. C'est alors le défilé des réalisateurs en vogue à Hollywood dans le bureau de Columbia Pictures : Jan de Bont, Tim Burton, Chris Columbus, Roland Emmerich, David Fincher, Ang Lee et enfin Sam Raimi, qui l'emporte finalement. Le réalisateur est officialisé en janvier 2000, ce dernier déclare qu’il est un immense fan des comics Spider-Man. Le scénario de James Cameron est initialement conservé, avant d'être retravaillé par David Koepp, qui ne garde finalement que l'idée des toiles organiques. Alors que James Cameron voulait utiliser Electro et l'Homme-sable comme antagonistes principaux, David Koepp décide finalement d'utiliser le Bouffon vert comme antagoniste principal, avec le Docteur Octopus comme ennemi secondaire. Sam Raimi pense que le Bouffon vert peut être utile, notamment pour souligner la relation père-fils entre Norman Osborn et Peter Parker. Il supprime donc le Docteur Octopus (il sera présent dans la suite du film).
En juin 2000, la Columbia engage ensuite Scott Rosenberg pour des réécritures. Scott Rosenberg supprime donc le Docteur Octopus du script et ajoute des scènes d'action. La productrice Laura Ziskin engage ensuite Alvin Sargent, pour améliorer les dialogues, notamment ceux entre Peter et Mary Jane. La Columbia donne à la Writers Guild of America la liste des quatre contributeurs du script final, Scott Rosenberg, Alvin Sargent, James Cameron et David Koepp. Les trois premiers préfèrent cependant ne pas être crédités, au profit de David Koepp.

### Attribution des rôles
Pour le rôle principal, le studio avait exprimé son intérêt pour les acteurs Leonardo DiCaprio, Freddie Prinze Jr., Chris O'Donnell, Jude Law, Chris Klein, Ewan McGregor, Wes Bentley et Heath Ledger. DiCaprio avait été considéré par James Cameron pour le rôle en 1995, tandis que Sam Raimi a plaisanté en disant que "ne sera même pas autorisé à acheter un billet pour voir ce film". Sony a fait des ouvertures à la loi à propos de Spider-Man. Le studio a voulu Ledger pour le rôle, tandis que Raimi a rencontré Bentley mais pas DiCaprio ou Ledger. Bentley a refusé le rôle car il n'était pas intéressé par les films de super-héros. En outre, les acteurs Scott Speedman, Jay Rodan et James Franco ont été impliqués dans des tests à l'écran pour le rôle principal. Franco a finalement décroché le rôle de Harry Osborn. Joe Manganiello a également auditionné pour le rôle. Il finira par gagner le rôle de l'intimidateur de Parker, Eugene "Flash" Thompson. Tobey Maguire a finalement été choisi pour le rôle de Peter Parker / Spider-Man en juillet 2000, ayant été le principal choix de Sam Raimi pour le rôle après avoir vu The Cider House Rules. Le studio a d'abord hésité à lancer quelqu'un qui ne semblait pas correspondre aux rangs des "titans qui pompent l'adrénaline et donnent des coups de pied à la queue", mais Maguire a réussi à impressionner les dirigeants du studio avec son audition. L’acteur n’a en revanche jamais lu un comics Spider-Man, et, s'il a accepté le rôle, c’est parce que il aimait bien le scénario. Maguire a signé un accord de l'ordre de 3 à 4 millions de dollars avec des options salariales plus élevées pour deux suites. Pour se préparer, Maguire a été formé par un entraîneur physique, un instructeur de yoga, un expert en arts martiaux et un expert en escalade, prenant plusieurs mois pour améliorer son physique. Maguire a étudié les araignées et a travaillé avec un homme de fil pour simuler le mouvement semblable à celui de l'arachnide et avait un régime spécial, bien qu'il ait essayé d'être aussi en forme que possible.
Nicolas Cage, Jason Isaacs, John Malkovich et Billy Bob Thornton ont été considérés pour le rôle de Norman Osborn / Bouffon vert, mais ont refusé le rôle. Willem Dafoe a été choisi pour le rôle de Norman Osborn en novembre 2000. Raimi a rencontré Dafoe pendant qu'il tournait un film en Espagne. Dafoe a été intrigué par la perspective de travailler avec Raimi et l'idée de faire un film basé sur des bandes dessinées. Dafoe a insisté pour porter lui-même le costume du Bouffon vert. Le costume de 580 pièces nécessitait une demi-heure pour être mis.
Kate Bosworth a auditionné sans succès pour le rôle de Mary Jane Watson. Elizabeth Banks a également auditionné pour le rôle, mais la productrice Laura Ziskin lui a dit qu'elle était trop vieille pour le rôle et qu'elle avait été choisie pour Betty Brant à la place. Kate Hudson a refusé le rôle. Eliza Dushku, Mena Suvari et Jaime King ont également auditionné pour le rôle avant que Raimi ne choisisse Kirsten Dunst. Dunst a décidé d'auditionner après avoir appris que Maguire avait été choisi, sentant que le film aurait une sensation plus indépendante. Dunst a gagné le rôle un mois avant le tournage lors d'une audition à Berlin. Ses cheveux étaient teints à l'avant et elle portait une demi-perruque. L’équipe voulait qu'elle se redresse les dents, mais elle a refusé.
J. K. Simmons a été choisi pour le rôle de J. Jonah Jameson, bien qu'il ait appris son casting par l'intermédiaire d'un fan de Spider-Man qui avait lu les nouvelles de son casting sur un site Web de fans trois heures avant que son agent ne le contacte pour l'informer qu'il avait obtenu le rôle. Malgré l'intérêt de longue date que Stan Lee incarner Jameson, les cinéastes sont convenus qu'il était trop vieux pour jouer le rôle de manière convaincante, mais Lee soutenait le casting de Simmons, estimant que Simmons a fait mieux qu'il ne l'aurait fait.

### Tournage
Le tournage débute le 8 janvier 2001 à Culver City en Californie. Plusieurs plateaux des Sony Pictures Studios sont utilisés, notamment pour le décor de la maison des Parker à Forest Hills ou encore le combat de catch. Une scène d'action est en partie tournée à Downey. À Los Angeles, une salle du musée d'histoire naturelle est utilisée pour la scène se déroulant dans le laboratoire de l'université Columbia où Peter est mordu, le Pacific Electricity Building sert de décor aux bureaux du Daily Bugle alors que le Greystone Mansion est utilisé pour les scènes d'intérieurs de la demeure de Norman Osborn. En avril 2001, 4 costumes de Spider-Man sont volés durant le tournage ; Sony  offre alors 25,000 $ de récompenses pour leur retour. Ils seront retrouvés 18 mois plus tard lorsqu'un ancient agent de sécurité du studio et un complice seront arrêtés. Après plusieurs mois de tournage en Californie, la production se rend à New York pour deux semaines. Des scènes sont tournées sur le pont de Queensboro, à la Bibliothèque Low Memorial et la New York Public Library ou encore sur un rooftop du Rockefeller Center. Le Flatiron Building à Manhattan est utilisé pour les plans extérieurs du Daily Bugle. La scène dans laquelle Peter Parker rattrape les aliments projetés en l'air lorsque Mary Jane glisse dans la cantine a été tournée sans l'aide d'effets spéciaux numériques, et a nécessité 156 prises.
Hugh Jackman, qui a joué le rôle de Logan / Wolverine dans la série de films X-Men, devait apparaître dans le film dans le rôle de Wolverine. Cependant, lorsque Jackman est arrivé à New York pour tourner la scène, les plans pour son apparition ne se sont jamais matérialisés parce que l’équipe n'ont pas pu obtenir le costume que Jackman avait utilisé dans X-Men.
Le tournage est achevé le 2 juillet 2001 avec une sortie prévue pour Noël 2001, mais des effets spéciaux supplémentaires sont requis et la date repoussée à mai 2002. Ainsi, une scène tournée présentait une scène où le super-héros attrape un hélicoptère Eurocopter AS355 dans lequel un groupe de braqueurs de banque cherche à fuir. L'appareil est brusquement stoppé en plein vol puis propulsé vers l'arrière vers ce qui semble être un filet. On comprend que c'est en fait une toile d'araignée gigantesque filée entre les tours jumelles du World Trade Center. Cependant, la scène a été enlevée après les attentats du 11 septembre, mais les deux tours apparaissent furtivement à quelques endroits du film, et cette scène apparait dans la première bande-annonce qui fut retiré également.

### Musique

#### Spider-Man - Original Motion Picture Score
La bande originale du film a été composée par Danny Elfman en 2002, sous le titre Spider-Man - Original Motion Picture Score.

#### Spider-Man - Music From and Inspired by
Cet album, sous le nom Spider-Man - Music From and Inspired by, reprend deux titres de Danny Elfman Main Titles et Farewell. Plusieurs morceaux entendus durant le film When It Started, What We're All About, My Nutmeg Phantasy et Theme from Spider Man ainsi que d'autres titres inspirés du film, dont la reprise de Theme from Spider Man (Revamped Theme from T.V. Show) du groupe Aerosmith. Le chanteur et guitariste du groupe de metal Nickelback Chad Kroeger a composé avec Josey Scott la chanson Hero. Le clip représente Chad Kroeger, Mike Kroeger et Josey Scott sur le toit d’un immeuble en train de jouer et quelques séquences de Spiderman sur un panneau publicitaire.

## Accueil

### Accueil critique
Le film a eu un accueil positif pour les performances de Tobey Maguire, Willem Dafoe et J.K Simmons et l'histoire.

### Box-office
| Pays ou région    | Box-office        | Date d'arrêt du box-office | Nombre de semaines |
| ----------------- | ----------------- | -------------------------- | ------------------ |
| États-Unis Canada | 403 706 375 $     | 18 août 2002               | 15                 |
| France            | 6 459 120 entrées | 25 septembre 2002          | 16                 |
| Total mondial     | 825 025 036 $     | -                          | -                  |

Le film a récolté un total de 406 millions de dollars de recettes aux États-Unis et au Canada, et 418 millions de dollars de recettes internationales pour un total de 821 millions de dollars de recettes mondiales. En France, il a réalisé plus de 6 millions d'entrées, ce qui fait de lui le film de super-héros le plus rentable en France, jusqu'à être dépassé par Avengers: Endgame en 2019,.

## Distinctions
Entre 2002 et 2012, le film Spider-Man a été sélectionné 79 fois dans diverses catégories et a remporté 16 récompenses,.

### Année 2002
| Cérémonie ou récompense                                                        | Catégorie / Récompense                                                                         | Nommé(es) / Lauréat(es)          | Résultat   |
| ------------------------------------------------------------------------------ | ---------------------------------------------------------------------------------------------- | -------------------------------- | ---------- |
| Bande-annonce d'or                                                             | Bande-annonce d'or de la meilleure voix de doublage                                            | Spider-Man                       | Lauréat    |
| Bande-annonce d'or                                                             | Le meilleur du spectacle                                                                       | Spider-Man                       | Nomination |
| Bande-annonce d'or                                                             | Le meilleur du spectacle                                                                       | Aspect Ratio                     | Nomination |
| Bande-annonce d'or                                                             | Meilleure musique de bande-annonce                                                             | Spider-Man                       | Nomination |
| Bande-annonce d'or                                                             | Meilleure bande-annonce d'un film d’action                                                     | Aspect Ratio                     | Nomination |
| Communauté du circuit des récompenses (Awards Circuit Community Awards (ACCA)) | Meilleurs effets visuels                                                                       | Spider-Man                       | Nomination |
| Communauté du circuit des récompenses (Awards Circuit Community Awards (ACCA)) | Meilleur son                                                                                   | Spider-Man                       | Nomination |
| Critiques de cinéma de New York en ligne                                       | Prix NYFCO du meilleur acteur dans un second rôle                                              | Willem Dafoe                     | Lauréat    |
| MTV Prix de la musique vidéo                                                   | MTV Prix de la musique vidéo du meilleur clip vidéo d'un film                                  | Chad Kroeger                     | Lauréat    |
| Prix Bogey                                                                     | Prix Bogey d’or                                                                                | Columbia Pictures                | Lauréat    |
| Prix de la chorégraphie américaine (American Choreography Awards)              | Meilleure chorégraphie de combat                                                               | John Medlen                      | Nomination |
| Prix du jeune public                                                           | Prix du jeune public du meilleur film dramatique / action aventure                             | Spider-Man                       | Lauréat    |
| Prix du jeune public                                                           | Prix du jeune public du meilleur acteur dans un film drame / action aventure                   | Tobey Maguire                    | Lauréat    |
| Prix du jeune public                                                           | Prix du jeune public du meilleur baiser                                                        | Tobey Maguire et Kirsten Dunst   | Lauréat    |
| Prix du jeune public                                                           | Meilleure actrice dans un film dramatique / action aventure                                    | Kirsten Dunst                    | Nomination |
| Prix du jeune public                                                           | Meilleure alchimie                                                                             | Tobey Maguire et Kirsten Dunst   | Nomination |
| Prix mondiaux de la bande originale                                            | Meilleure bande originale de l'année                                                           | Danny Elfman                     | Nomination |
| Prix Rondo Hatton horreur classique (Rondo Hatton Classic Horror Awards)       | Meilleur film de genre                                                                         | Spider-Man                       | Nomination |
| Prix Schmoes d'or                                                              | Meilleurs S&C de l'année                                                                       | Kirsten Dunst                    | Lauréat    |
| Prix Schmoes d'or                                                              | Film le plus surestimé de l'année                                                              | Spider-Man                       | Nomination |
| Prix Schmoes d'or                                                              | Meilleur film de science-fiction de l'année                                                    | Spider-Man                       | Nomination |
| Prix Schmoes d'or                                                              | Meilleurs effets spéciaux de l'année                                                           | Spider-Man                       | Nomination |
| Prix Schmoes d'or                                                              | Meilleure bande-annonce de l'année                                                             | Spider-Man                       | Nomination |
| Prix Schmoes d'or                                                              | Meilleur DVD de l'année                                                                        | Spider-Man                       | Nomination |
| Prix Schmoes d'or                                                              | Meilleure scène d'action de l'année (fin de la bataille Spidey/Gobelin)                        | Spider-Man                       | Nomination |
| Prix Schmoes d'or                                                              | Meilleure réplique de l'année (« ...un grand pouvoir implique de grandes responsabilités... ») | Spider-Man                       | Nomination |
| Société de casting d'Amérique                                                  | Meilleur casting pour un film de comédie                                                       | Francine Maisler et Lynn Kressel | Nomination |

### Année 2003
| Cérémonie ou récompense                                                                                   | Catégorie / Récompense                                                                            | Nommé(es) / Lauréat(es) | Résultat   |
| --- | ------------------------------------------------------------------------------------------------- | --- | ---------- |
| Académie des films de science-fiction, fantastique et d'horreur - Prix Saturn                             | Prix Saturn de la meilleure musique                                                               | Danny Elfman | Lauréat    |
| Académie des films de science-fiction, fantastique et d'horreur - Prix Saturn                             | Meilleur film fantastique                                                                         | Spider-Man | Nomination |
| Académie des films de science-fiction, fantastique et d'horreur - Prix Saturn                             | Meilleur acteur                                                                                   | Tobey Maguire | Nomination |
| Académie des films de science-fiction, fantastique et d'horreur - Prix Saturn                             | Meilleure actrice                                                                                 | Kirsten Dunst | Nomination |
| Académie des films de science-fiction, fantastique et d'horreur - Prix Saturn                             | Meilleure réalisation                                                                             | Sam Raimi | Nomination |
| Académie des films de science-fiction, fantastique et d'horreur - Prix Saturn                             | Meilleurs effets spéciaux                                                                         | John Dykstra, Scott Stokdyk, Anthony LaMolinara et John Frazier                                                                    | Nomination |
| Association des critiques de cinéma                                                                       | Meilleure chanson originale                                                                       | Chad Kroeger (pour la chanson "Hero" de Nickelback)                                                                                | Nomination |
| Association du cinéma et de la télévision en ligne                                                        | Meilleur montage d'effets sonores                                                                 | Stephen Hunter Flick et Susan Dudeck                                                                                               | Nomination |
| Association du cinéma et de la télévision en ligne                                                        | Meilleurs effets visuels                                                                          | John Dykstra, Scott Stokdyk, Anthony LaMolinara et John Frazier                                                                    | Nomination |
| Éditeurs de sons de films (Motion Picture Sound Editors)                                                  | Meilleur montage sonore dans les fonctionnalités nationales - Effets sonores et bruitages         | Stephen Hunter Flick, Susan Dudeck, Dana Gustafson, Steven Ticknor, Donald Flick, William Jacobs, Jon Mete et Michael J. Benavente | Nomination |
| Éditeurs de sons de films (Motion Picture Sound Editors)                                                  | Meilleur montage sonore dans les fonctionnalités nationales - Dialogues et doublages dans un film | Stephen Hunter Flick, Susan Dudeck, Susan Dawes, Alison Fisher, Laura Graham, David A. Arnold, Allen Hartz et Julie Feiner         | Nomination |
| Guilde des maquilleurs et coiffeurs hollywoodiens (Hollywood Makeup Artist and Hair Stylist Guild Awards) | Meilleur maquillage contemporain                                                                  | Deborah La Mia Denaver, Bill Myer et Lois Burwell                                                                                  | Nomination |
| MTV - Prix du film et de la télévision                                                                    | Prix MTV Film + TV de la meilleure performance féminine                                           | Kirsten Dunst | Lauréat    |
| MTV - Prix du film et de la télévision                                                                    | Prix MTV Film + TV du meilleur baiser                                                             | Tobey Maguire et Kirsten Dunst | Lauréat    |
| MTV - Prix du film et de la télévision                                                                    | Meilleur film                                                                                     | Spider-Man | Nomination |
| MTV - Prix du film et de la télévision                                                                    | Meilleur acteur                                                                                   | Tobey Maguire | Nomination |
| MTV - Prix du film et de la télévision                                                                    | Meilleur méchant                                                                                  | Willem Dafoe | Nomination |
| Oscars | Meilleur son                                                                                      | Ed Novick, Kevin O'Connell et Greg P. Russell                                                                                      | Nomination |
| Oscars | Meilleurs effets visuels                                                                          | John Dykstra, Scott Stokdyk, Anthony LaMolinara et John Frazier                                                                    | Nomination |
| Prix BMI du cinéma et de la télévision                                                                    | Prix BMI de la meilleure musique de film                                                          | Danny Elfman | Lauréat    |
| Prix des jeunes artistes                                                                                  | Meilleur film fantastique                                                                         | Spider-Man | Nomination |
| Prix des publicistes de la Guilde internationale des cinéastes (ICG Publicists Awards)                    | Prix Maxwell Weinberg du meilleur film                                                            | Sony Pictures Entertainment | Lauréat    |
| Prix du choix des enfants                                                                                 | Film préféré                                                                                      | Spider-Man | Nomination |
| Prix du choix des enfants                                                                                 | Actrice de cinéma préférée                                                                        | Kirsten Dunst | Nomination |
| Prix du choix des enfants                                                                                 | Coup de pied masculin préféré                                                                     | Tobey Maguire | Nomination |
| Prix du Derby d'or                                                                                        | Meilleurs effets visuels                                                                          | John Dykstra, Dan Cangemi et John Frazier                                                                                          | Nomination |
| Prix du guide de cinéma (MovieGuide Awards)                                                               | Prix du guide de cinéma du meilleur film pour les familles                                        | Spider-Man | Lauréat    |
| Prix du public                                                                                            | Prix du public du film préféré                                                                    | Spider-Man | Lauréat    |
| Prix Empire                                                                                               | Prix Empire de la meilleure actrice                                                               | Kirsten Dunst | Lauréat    |
| Prix Empire                                                                                               | Meilleur film                                                                                     | Spider-Man | Nomination |
| Prix Empire                                                                                               | Meilleur réalisateur                                                                              | Sam Raimi | Nomination |
| Prix exclusifs DVD (DVD Exclusive Awards)                                                                 | Meilleurs extra, nouvelle version                                                                 | Eric Matthies | Nomination |
| Prix exclusifs DVD (DVD Exclusive Awards)                                                                 | Meilleur documentaire rétrospectif original, nouvelle version                                     | Eric Matthies et Josh Oreck (pour « Spider-Man : Mythologie du 21e siècle »)                                                       | Nomination |
| Prix Grammy                                                                                               | Meilleur album de bande-son pour le cinéma, la télévision ou d'autres médias visuels              | Danny Elfman | Nomination |
| Prix Grammy                                                                                               | Meilleure chanson écrite pour un film, une télévision ou un autre média visuel                    | Chad Kroeger (pour la chanson "Hero")                                                                                              | Nomination |
| Prix Hugo                                                                                                 | Meilleure présentation dramatique (format long)                                                   | Sam Raimi, David Koepp, Steve Ditko et Stan Lee                                                                                    | Nomination |
| Prix internationaux du cinéma en ligne (INOCA) (International Online Cinema Awards (INOCA))               | Meilleur montage sonore                                                                           | Stephen Hunter Flick et Susan Dudeck                                                                                               | Nomination |
| Prix internationaux du cinéma en ligne (INOCA) (International Online Cinema Awards (INOCA))               | Meilleurs effets visuels                                                                          | John Dykstra, Scott Stokdyk, Anthony LaMolinara et John Frazier                                                                    | Nomination |
| Prix Satellites                                                                                           | Meilleurs effets visuels                                                                          | John Dykstra | Nomination |
| Prix SFX (SFX Awards)                                                                                     | Meilleur film de science-fiction ou fantastique                                                   | Spider-Man | Nomination |
| Prix SFX (SFX Awards)                                                                                     | Meilleur acteur de film de science-fiction ou fantastique                                         | Tobey Maguire | Nomination |
| Prix SFX (SFX Awards)                                                                                     | Meilleure actrice de film de science-fiction ou fantastique                                       | Kirsten Dunst | Nomination |
| Prix SFX (SFX Awards)                                                                                     | Meilleur réalisateur de film de science-fiction ou fantastique                                    | Sam Raimi | Nomination |
| Prix SFX (SFX Awards)                                                                                     | Meilleure musique de film de science-fiction ou fantastique                                       | Danny Elfman | Nomination |
| Récompenses des arts du cinéma et de la télévision de la British Academy                                  | Meilleurs effets visuels                                                                          | John Dykstra, Scott Stokdyk, Anthony LaMolinara et John Frazier                                                                    | Nomination |
| Société cinématographique américaine de l'audio                                                           | Meilleur mixage sonore d'un film                                                                  | Ed Novick, Kevin O'Connell et Greg P. Russell                                                                                      | Nomination |
| Société des critiques de cinéma de Phoenix                                                                | Meilleure chanson originale                                                                       | pour la chanson "Hero" | Nomination |
| Société des critiques de cinéma de Phoenix                                                                | Meilleurs effets visuels                                                                          | John Dykstra, Scott Stokdyk, Anthony LaMolinara et John Frazier                                                                    | Nomination |
| Société des critiques de films en ligne                                                                   | Meilleurs effets visuels                                                                          | John Dykstra, Dan Cangemi et John Frazier                                                                                          | Nomination |
| Taurus - Prix mondiaux des cascades                                                                       | Meilleur combat                                                                                   | Chris Daniels, Zach Hudson, Kim Kahana Jr., Johnny Tri Nguyen, Mark Aaron Wagner                                                   | Nomination |

### Année 2012
- Festival du Film Jules Verne : Meilleur film d'aventure ou de science-fiction[32].

## Postérité
En rencontrant un immense succès critique et commercial, le film a contribué à poser les bases du modèle des adaptations de super-héros qui domineront l'industrie cinématographique dans les décennies suivantes, ouvrant la voie à plusieurs productions dont l'univers cinématographique Marvel.
Dans Spider-Man: No Way Home sortit 19 ans après le film, le Peter Parker de l'univers de ce même film apparait et rencontre ses deux autres alter-égos issus des autres univers des films. Norman Osborn alias le Bouffon Vert du premier film, revient également en tant que principal antagoniste et il est responsable de la mort de la May Parker d'un autre univers alternatif, devenant ainsi une source de haine pour le Peter Parker de cet univers qui lui administre l'antidote qui le débarrasse de ses pulsions de Bouffon Vert et le sauve de son sort funeste qu'il avait eu dans le premier film.